# Houtpulp

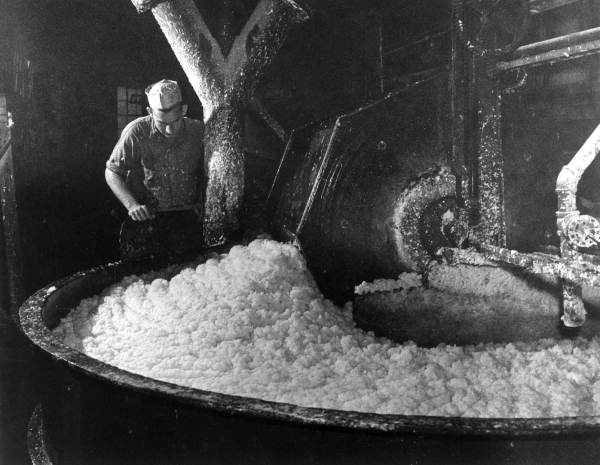
Houtpulp in een papiermolen in Pensacola, 1947

Houtpulp is materiaal dat bereid wordt door het cellulose uit de vezels van hout af te scheiden. Het wordt vooral gebruikt in de papierindustrie, maar ook bij het vervaardigen van textiel, voedingsmiddelen en medicijnen. 90% van de organische pulp die in de industrie gebruikt wordt, bestaat uit houtpulp.

## Geschiedenis
Vanaf de 12e eeuw werden vooral de vezels van katoen en linnen gebruikt om papier te vervaardigen. In de 19e eeuw vonden Friedrich Gottlob Keller uit Saksen en Charles Fenerty uit Nova Scotia een mechanisch proces uit om pulp uit hout te onttrekken. Later werden processen ontwikkeld waarbij verschillende chemische stoffen gebruikt werden:
- J. Roth: zwaveligzuur
- Benjamin Tilghman: calciumwaterstofsulfiet (1867)
- Carl F. Dahl: mengsel van natriumhydroxide en natriumsulfide (1897)
- Carl Daniel Ekman: magnesium

Rond 1930 vond G.H. Tomlinson een terugwinningsketel uit waarmee de meeste chemicaliën opnieuw gebruikt worden. 

## Hout
De houtsoorten die het meest voor de pulpproductie gebruikt worden zijn naaldhoutsoorten zoals vuren, grenen, dennen en lariks, en hardhoutsoorten als eucalyptus, populier en berk. 93% van de pulp wordt via chemische processen aan het hout onttrokken. De grootste producent van houtpulp is Canada, gevolgd door de Verenigde Staten.

## Proces
De bast wordt van het hout verwijderd, waarna het hout versnipperd wordt. De snippers worden in een ketel geleid waar het hout door middel van warmte en chemicaliën afgebroken wordt. Na afloop kan de pulp eventueel gebleekt worden. Hiervoor wordt onder andere chloordioxide gebruikt.